# بنیامین اسپاک
بنیامین اسپاک (انگلیسی: Benjamin McLane Spock؛ زاده ۲ مهٔ ۱۹۰۳ درگذشته ۱۵ مارس ۱۹۹۸) یک دانشمند در زمینه پزشکی کودکان و روانکاوی اهل ایالات متحده آمریکا بود.
اسپاک اولین پزشک متخصص کودکان بود که از طریق مطالعه روانکاوی ، تلاش کرد نیازهای کودک و پویایی خانواده را درک کند. عقاید او در مورد مراقبت از کودکان باعث شد تا چندین نسل از والدین، انعطاف  و محبت بیشتری نسبت به فرزندان خود داشته  و با آنها به صورت یک شخصیت فردی رفتار کنند. البته نظرات او به دلیل تکیه زیاد بر روایات  و  کمبود اسناد علمی  مورد انتقاد نیز بوده است.
سرشناسی بنیامین اسپاک بیشتر به دلیل فعالیت سیاسی او در جنبشهای چپ نو؛ و مخالفت او با جنگ ویتنام بود که در سال ۱۹۷۲ با شرکت او بعنوان نامزد حزب مردم )  در انتخابات  ریاست جمهوری ایالات متحده آمریکا به اوج رسید. او همچنین چندین کتاب پزشکی ، بزبان ساده منتشر کرده  است. بعضی از کتابهای او به چند زبان، از جمله به فارسی ترجمه شده و شهرت جهانی یافته است. در زمان نامزدی او در انتخابات ریاست جمهوری ایالات متحده آمریکا ، کتابهایش با این ادعا که باعث راحت طلبی  جوانان میشوند مورد  انتقاد قرار گرفت. اما اسپاک این انتقادات را رد کرد.  
بنیامین اسپاک  در دوره دانشجویی خود در دانشگاه ییل بعنوان یکی از اعضای تیم قایقرانی آمریکا، در مسابقات پاریس، در سال ۱۹۲۴ به مدال طلا دست یافته و در زمینه ورزشی نیز از قبل دارای شهرت بود.

## جوانی و تحصیل
بنیامین مک لین اسپاک در ۲ مه ۱۹۰۳ میلادی  در نیوهیون، کنتیکت متولد شد. 
پدر او فارغ التحصیل دانشگاه ییل بود . او سالها در مقام  مشاور عمومی راه آهن  نیوهیون مشغول کار بود. نام خانوادگی او "اسپاک" ریشه  هلندی دارد. بنیامین نیز مانند پدرش در دانشگاه ییل تحصیل کرد.  در آغاز، رشته  های  تحصیلی او در دانشگاه ییل ، ادبیات و تاریخ بودند. با اندام باریک و قد بلند ۱۹۳ سانتیمتری خود،  او عضو تیم قایقرانی دانشگاه نیز بود. در بازی‌های المپیک تابستانی ۱۹۲۴ در پاریس او بعنوان عضو تیم  ملی آمریکا در رشته قایقرانی هشت نفره با پارو موفق به کسب مدال طلای تیمی شد.  بنیامین مک لین اسپاک، قبل از انتقال به کالج پزشکان و جراحان دانشگاه کلمبیا ، دو سال در دانشکده پزشکی ییل تحصیل کرد. سرانجام   بعنوان پزشک در سال ۱۹۲۹ از دانشگاه کلمبیا فارغ التحصیل شد. در آن زمان او با زنی بنام  Jane Cheney ازدواج کرده بود.

## آثار ترجمه‌شده به فارسی
- مادر و بچه، بنیامین اسپاک، ترجمهٔ اشرف پهلوی، تهران: کتابفروشی ابن سینا با همکاری فرانکلین، ۱۳۳۷
- نخستین سال زندگی کودک، بنیامین اسپاک، ترجمهٔ اشرف پهلوی، تهران: انتشارات امیرکبیر با همکاری فرانکلین، ۱۳۳۸
- پ‍رورش‌ ف‍رزن‍د در ع‍ص‍ر دش‍وار م‍ا
- ت‍غ‍ذی‍ه‌، ت‍رب‍ی‍ت‌ و ن‍گ‍ه‍داری‌ ک‍ودک‌: ب‍ان‍ض‍م‍ام‌ راه‍ن‍م‍ای‌ واک‍س‍ی‍ن‍اس‍ی‍ون‌
- دن‍ی‍ای‌ ب‍ه‍ت‍ر ب‍رای‌ ک‍ودک‍ان‍م‍ان‌